# 刁江
刁江，位于中国广西壮族自治区西北部，是西江红水河段左岸支流，发源于南丹县城关镇川马村（转马村），东南流经南丹县车河镇、河池市金城江区西部和都安瑶族自治县北部及东部地区，最后在都安县百旺镇板依村注入红水河。干流长220千米，平均比降1.07‰，流域面积3632平方千米。